# Werminghausen

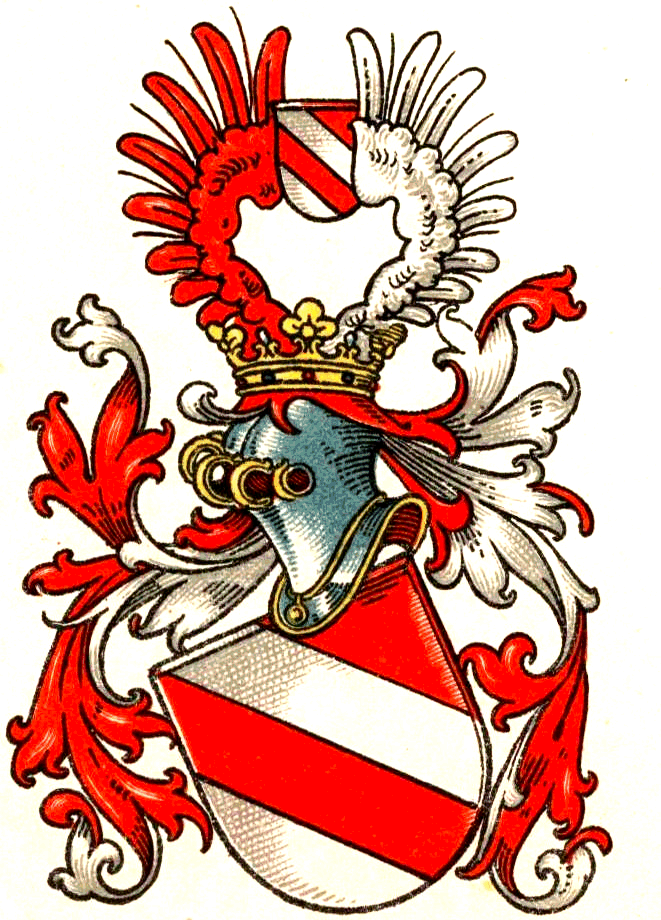
Wappen derer von Werminghausen

Werminghausen war der Name eines alten westfälischen Adelsgeschlechts.

## Geschichte

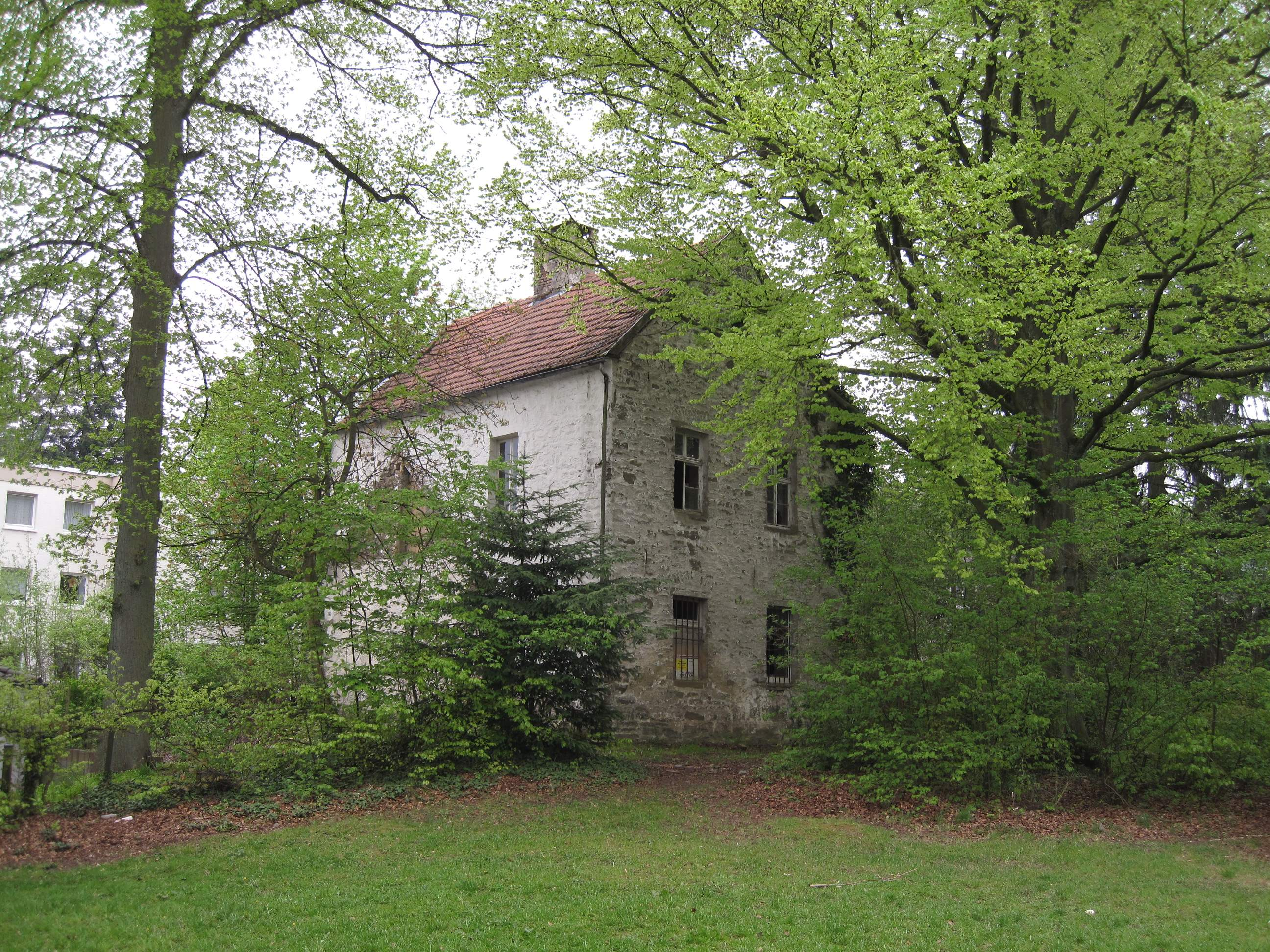
Reste von Haus Wermingsen (Turmhaus zu Werminghusen)

Stammsitz der Familie war Haus Wermingsen bei Iserlohn. Der Name der Familie geht wohl auf einen Wermo und die ihm zugehörigen Werminge zurück. Ein Johann von Werminghausen war 1278 Zeuge, als der Graf Eberhard I. von der Mark die Stadtrechte von Iserlohn erneuerte.
Ein Dietrich Werminghausen war Drost der Grafen von der Mark in Wetter. Er verhandelte in gräflichen Auftrag mit der Stadt Dortmund. Für seinen Erfolg erhielt er eine beträchtliche Jahresrente. Die Familie stellte Burgmannen in Iserlohn und besaß dort eine Hovestadt oder Burgmannshof. Dieser lag an der Stadtmauer bei der Kirchenpforte. Auch Freigrafen des Freigerichts Iserlohn kamen aus der Familie Werminghausen.
Linien der Familie besaßen zumindest zeitweilig die Burg Klusenstein (genannt 1477, 1629). Sie besaßen die Rittergüter Apricke (genannt 1545, 1563), Heithoff, Kotten bei Altena (1437, 1590), Langenholthausen, Botzlar, Rödinghausen (1524), Rünthe (1414), Töddinghausen (1398, 1414) sowie Westig (1397). Es gab auch eine Linie in Menden. Einige ihrer Angehörigen standen als Burgmannen im Dienst des Herzogtums Westfalen. Weitere Familienangehörige gehörten dem deutschen Orden an. Ein Ernst von Werminghausen war Komtur in Reval. Insgesamt drei Äbtissinnen des Stifts Fröndenberg stammten im 14. und 15. Jahrhundert aus der Familie. Ein Johann von Werminghausen war kurkölnischer Schlosskommandant bei der Einnahme von Werl 1586. Eine Elisabeth von Werminghausen besaß im Herzogtum Westfalen die Güter Gevelinghausen und Wiggeringhausen.

## Wappen
Dreimal schrägrechts von Rot und Silber geteilt. Auf dem gekrönten Helm mit rot-silbernen Decken ein rechts roter, links silberner Flug, der Schild dazwischen.